# 9A53 Tornado

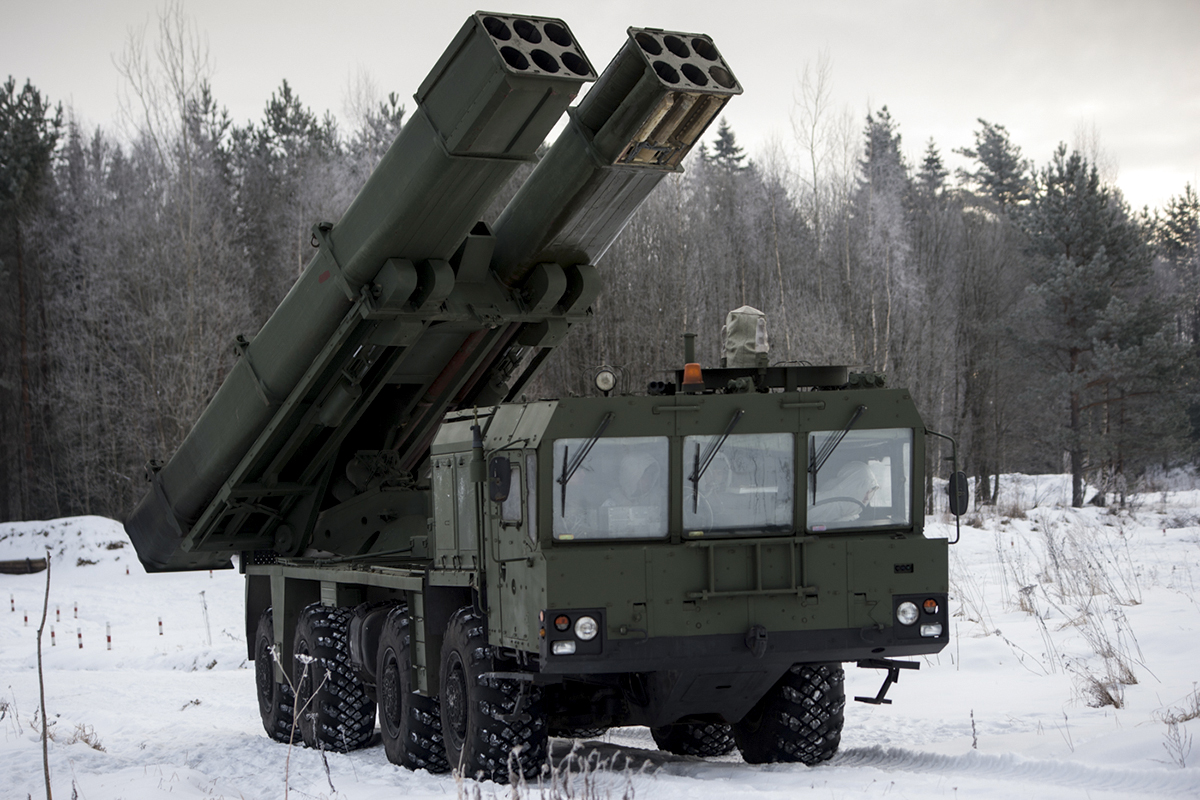
Tornado-U (auch als Uragan-1M bezeichnet) auf MZKT-7930

Der 9A53 Tornado (russisch Торнадо) ist ein Mehrfachraketenwerfer der Russischen Föderation. Als Systemfamilie soll er zusammen mit dem leichteren Werfer 9A52-4 und dem 9A54 verschiedene ältere Systeme – unter Verwendung einheitlichen Systemkomponenten – ersetzen. Der Begriff Tornado findet dabei innerhalb der unterschiedlichen Systeme mehrfach Verwendung. Er stammt ursprünglich vom Werfer BM-30 Smertsch (russisch Смерч), welchen 9A53 ersetzten soll und ist dessen Übersetzung. Der GRAU-Index 9A53 bezeichnet dabei das einzelne Kampffahrzeug. Der Index für das Gesamtsystem lautet 9K512.

## Entwicklung
Zurzeit befinden sich drei grundlegende, unterschiedliche Mehrfachraketenwerfer-Systeme bei den russischen Streitkräften im Einsatz: 9K51 Grad (Kaliber 122 mm), 9K57 Uragan (Kaliber 220 mm) und 9K58 Smertsch (Kaliber 300 mm), welche jeweils auf diversen Plattformen eingesetzt werden. Dieser Umstand verursacht logistische Probleme sowie hohe Kosten. Im Zuge der Standardisierungsmaßnahmen bei den russischen Streitkräften wollte man dies beheben. Im Jahr 2005 bekam der Rüstungskonzern GNPP Splaw in Tula daher den Auftrag zur Entwicklung eines einheitlichen Mehrfachraketenwerfer-Systems, welches als Werfer alle drei Raketentypen ersetzen kann und bei dem nur noch die Abschussbehälter für die jeweiligen Raketen getauscht werden müssen. Der Prototyp mit der Bezeichnung 9A53 Tornado wurde im Jahr 2007 erstmals vorgestellt. Im Jahre 2012 erhielten die russischen Streitkräfte die ersten Tornado-G. 2017 folgte dann die Einführung der Version Tornado-S. Darüber hinaus existieren auch Exportversionen der Werfer.

## Technik
Das System basiert auf einem geländegängigen LKW. Zum Einsatz kommen dabei schwere Fahrzeuge wie der MZKT-7930-Lkw für die Variante 9A53 oder zum Beispiel der KamAZ-63501 für die leichtere und schmalere Version 9A52.
Auf diesen Plattformen ist ein horizontal und vertikal schwenkbarer Werferarm mit elektrischem oder hydraulischem Richtantrieb installiert. Dieser kann mit drei unterschiedlichen Transport- und Startbehältern für Artillerieraketen im Kaliber 122 mm, 220 mm oder 300 mm beladen werden. Diese Startbehälter können durch ein Versorgungsfahrzeug innerhalb weniger Minuten beladen oder ausgetauscht werden.
Jedes Werferfahrzeug verfügt dabei über ein eigenes Satellitennavigationssystem. Somit wird eine minimale Reaktionszeit aus voller Fahrt bis zur Feuereröffnung von rund fünf Minuten erreicht. Die Feuerleitzentrale der Batterie ist ebenfalls auf einem MZKT-7930-Lkw untergebracht. Diese ist an das 9C729M2-Führungssystem des Bataillons angeschlossen. Dadurch kann die Werferbatterie direkt mit Daten der Artillerieaufklärungsradare wie dem 1L219 Zoopark-1 und 1L220U Zoopark-2 versorgt werden.

## Varianten
- 9A53 Tornado-S: Mit 2×6 300-mm-Raketen des Systems Smertsch.
- 9A53 Tornado-U: Mit 2×6 220-mm-Raketen des Systems Uragan. (Auch als Hurrikan-1M (russisch Ураган-1М) bezeichnet.)
- 9A53 Tornado-G: Mit 2×15 122-mm-Raketen des Systems Grad.

## Nutzerstaaten
- Russland — Im russischen Heer befinden sich mindestens 100 Einheiten „Tornado-G“ im Einsatz, Stand: 22. Dezember 2016.[4][5][6]